# Grand Prix d'Ouverture La Marseillaise 2005
Il Grand Prix d'Ouverture La Marseillaise 2005, ventiseiesima edizione della corsa, valevole come evento dell'UCI Europe Tour 2005 categoria 1.1, si svolse il 1º febbraio 2005 su un percorso di 128,3 km, con partenza da Six-Fours-les-Plages e arrivo a Gardanne, in Francia. La vittoria fu appannaggio del danese Nicki Sørensen, che completò il percorso in 3h20'40", alla media di 38,362 km/h, precedendo il russo Vladimir Gusev e l'italiano Daniele Masolino.
Sul traguardo di Gardanne 29 ciclisti portarono a termine la competizione.

## Ordine d'arrivo (Top 10)
| Pos. | Corridore        | Squadra         | Tempo    |
| ---- | ---------------- | --------------- | -------- |
| 1    | Nicki Sørensen   | Team CSC        | 3h20'40" |
| 2    | Vladimir Gusev   | Team CSC        | s.t.     |
| 3    | Daniele Masolino | LPR-Piacenza    | s.t.     |
| 4    | Sébastien Joly   | Crédit Agricole | s.t.     |
| 5    | Sandy Casar      | F. des Jeux     | s.t.     |
| 6    | Eddy Seigneur    | RAGT            | s.t.     |
| 7    | Stéphane Goubert | AG2R Prév.      | s.t.     |
| 8    | Ludovic Martin   | RAGT            | s.t.     |
| 9    | Julien Mazet     | Auber 93        | s.t.     |
| 10   | Jérémy Roy       | F. des Jeux     | s.t.     |